# Bisdommen van Bretagne
Bij de Franse Revolutie was de Franse provincie Bretagne juridisch ingedeeld in vier presidentschappen, en fiscaal in negen bisdommen.  Deze bisdommen waren ook het kader van de verkiezingen voor de Provinciale Staten en de Franse Staten-Generaal.  De tabel hieronder geeft daarvan een overzicht, met de oppervlakte van het gebied bij hun afschaffing.  Deze negen Bretoense landen werden vervangen door vijf departementen. 
| Lijst van oude bisdommen van Bretagne     |                |       |             |                 |                          |
| Naam                                      | Bretoense naam | Kaart | Oppervlakte | Stichtingsdatum | Stichter (heilige)       |
| Land van Cornouaille                      | Bro Kerne      |       | 5 979 km²   | 848             | Corentin van Quimper     |
| Land van Dol                              | Bro Dol        |       | 637 km²     | 6e eeuw         | Samson                   |
| Land van Léon                             | Bro Leon       |       | 2 019 km²   | 848             | Pol Aurélien             |
| Land van Nantes                           | Bro Naoned     |       | 7 352 km²   | einde 3e eeuw   | Clair                    |
| Land van Rennes                           | Bro Roazhon    |       | 3 946 km²   | 5e eeuw         | Melaine                  |
| Land van Saint-Brieuc of Goëlo-Penthièvre | Bro Sant Brieg |       | 2 558 km²   | einde 5e eeuw   | Brieuc                   |
| Land van Saint-Malo                       | Bro Sant Maloù |       | 3 931 km²   | 6e eeuw         | Machutus, Maclou of Malo |
| Land van Trégor                           | Bro Dreger     |       | 2 251 km²   | 865             | Tugdual van Tréguier     |
| Land van Vannes of Broërec                | Bro Wened      |       | 5 649 km²   | 465             | Paterne                  |

## Tegenwoordige kerkelijke indeling
Sinds de Franse Revolutie is Bretagne vijf bisdommen met dezelfde omschrijving als de departementen :
- bisdom Quimper (en Léon), departement Finistère
- bisdom Saint-Brieuc (en Tréguier), departement Côtes-d'Armor
- bisdom Vannes, departement Morbihan
- bisdom Nantes, departement Loire-Atlantique
- aartsbisdom Rennes, departement Ille-et-Vilaine

Merk op dat Nantes en de Loire-Atlantique, dit was het grootste deel van het oude land van Nantes, nu niet meer bij de regio Bretagne horen, maar bij de Pays de la Loire.